# 董颜
董颜（1996年3月20日—），原名王婷。中国女演员，生於浙江宁波，为前MOI组合成员。

## 经历
2015年，进入极创引力公司。
2017年12月，随组合MOI出道，为队内舞蹈担当。组合于12月7日发布单曲专辑《整个世界》。同月21日，发布单曲《荣耀次元》。
2018年，以原名王婷与MOI组合成员勾雪瑩一齐参加腾讯视频女团节目《创造101》。并在主题曲评级后从初评级的F班升至B班。第九集遭到淘汰，最終排名31名。
2020年，改名董颜。同年与蔡明合作短剧《朝阳你蔡姨》。

## 音乐作品

### 创造101时期
| 发行时间 | 歌曲名称（歌曲说明）                                      | 原唱者        |
| 2018     | 《刀马丹》 （初舞台、悠享版播出）                         | 李玟          |
| 2018     | 《不潮不用花钱》（第一次公演）                            | 林俊杰        |
| 2018     | 《创造101》（同名主题曲）                                 | 创造101练习生 |
| 2018     | 《覅忒好》（《创造101》第二次位置测评竞演歌曲）           | 胡彦斌        |
| 2018     | 《我就是这种女孩》（《创造101》第三次原创曲主题公演歌曲） | 原创曲目      |

## 影视作品

### 电视剧
| 年份   | 名稱       | 角色     | 合作演员               | 附註 |
| ------ | ---------- | -------- | ---------------------- | ---- |
| 2019年 | 宸汐缘     | 小福     | 張震、倪妮等           |      |
| 2020年 | 且听凤鸣   | 凤琉     | 杨超越、徐开骋、傅菁等 |      |
| 2021年 | 遇龙       | 冰星     | 王鹤棣、祝绪丹等       |      |
| 2021年 | 岁岁青莲   |          | 傅菁、何润东、黄圣依等 |      |
| 2021年 | 雪中悍刀行 | 隋珠公主 | 张若昀、胡军、李庚希等 |      |
| 2022年 | 飛狐外傳   | 和嘉公主 | 秦俊傑、梁潔、邢菲等   |      |
| 2023年 | 重紫       | 宮可然   | 楊超越、徐正溪等       |      |
| 2023年 | 春閨夢裡人 | 聶青云   | 丁禹兮、彭小苒等       |      |
| 2023年 | 灼灼风流   | 云想月   | 景甜、冯绍峰等         |      |
| 2025年 | 錦月如歌   | 顏敏兒   | 周也、丞磊等           |      |

### 固定綜藝節目
| 年份 | 電視台   | 節目名稱 | 附註 |
| ---- | -------- | -------- | ---- |
| 2018 | 騰訊視頻 | 創造101  |      |